# 札幌市立札苗小学校
札幌市立札苗小学校（さっぽろしりつ さつなえしょうがっこう）は、札幌市東区東苗穂7条2丁目3番1号にある公立小学校である。

## 沿革
- 1903年（明治36年）9月6日 - 札幌村苗穂尋常小学校分教場として創立。
- 1908年（明治41年） - 札幌村第一尋常小学校苗穂分教場と改称。
- 1916年（大正5年） - 本校の高等科併置により、札幌村第一尋常高等小学校苗穂分教場と改称。
- 1928年（昭和3年） - 札幌村第四尋常小学校となる。
- 1940年（昭和15年） - 高等科併置札幌村第四尋常高等小学校と改称。
- 1941年（昭和16年） - 国民学校令により札幌郡札幌村第四国民学校と改称、後に札幌郡札幌村札苗国民学校と改称。
- 1947年（昭和22年） - 学制改革により札幌村立札苗小学校と改称。
- 1950年（昭和25年） - 新設校「東米里校」へ本校児童24名が移籍する。
- 1955年（昭和30年） - 札幌市に合併、札幌市立札苗小学校と改称。
- 1976年（昭和51年） - 新設校「札苗北小学校」へ児童452名移籍。
- 1978年（昭和53年） - 新設校「伏古小学校」へ児童233名移籍。
- 1988年（昭和63年） - 新設校「伏古北小学校」に194名移籍[1]。

## 通学区域
- 東区東苗穂6条1丁目から東苗穂6条3丁目、東苗穂7条1丁目から東苗穂7条3丁目、東苗穂8条1丁目から東苗穂8条3丁目、東雁来6条1丁目から東雁来6条3丁目、東雁来7条1丁目から東雁来7条3丁目、東雁来8条1丁目から東雁来8条3丁目、東雁来9条3丁目（2番）[2]

## 進学先中学校
- 札幌市立札苗中学校

## 教育目標
- 明るく元気な子
- 進んで学ぶ子
- 思いやりのある子

## 校歌
- 作詞者 - 齋藤七郎治
- 作曲者 - 加藤愃三

## 開放図書館
札幌市立札苗小学校の校内にある図書館である。開館は月曜日、水曜日、金曜日の13時から16時までとなっている。なお、小学校が長期休業の時は閉館している。また、祝日も閉館である。この図書館の名前はにっこにこ。